# Кошарка на Летњим олимпијским играма 1968.
Кошаркашки турнир на Летњим олимпијским играма одржаним 1968. године је седми по реду званични кошаркашки турнир на Олимпијским играма. Турнир је одржан у граду Мексику, Мексико. На турниру је учествовало укупно 16 репрезентација и одиграно је укупно 72 утакмице.

## Југославија
Југославији је ово било треће званично учешће на кошаркашком олимпијском турниру.
У конкуренцији 16 земаља које су учествовале на олимпијском кошаркашком турниру, Југославија је заузела друго место и освојила прву олимпијску медаљу за Југославију у кошарци. Југославија је играла у групи А где је заузела друго место и квалификовала се у полуфинале. У полуфиналној утакмици репрезентација Југославије је победила фаворизовану СССР са кошем разлике и тиме се пласирала у финале, У финалној утакмици Југославија се састала са репрезентацијом Сједињених Држава од које је била поражена са 65:50 и тиме јој је припала сребрна медаља. Репрезентација Југославије је на девет утакмица остварила седам победа и доживела два пораза, постигла 708 кошева а примила 638. Просек постигнутих кошева Југославије је био 78,66 по утакмици према 70,88 примљених и позитивна кош разлика од 70 кошева..

## Земље учеснице турнира
Свакој репрезентацији је омогућено да има највише 12 играча. На турниру је укупно било 192 играча који су представљали 16 репрезентација учесница. На кошаркашком турниру је одиграно укупно 72 утакмице.
| - Бразил - Бугарска - Италија - Југославија - Куба - Јужна Кореја - Мароко - Мексико | - Порторико - Пољска - Панама - Сенегал - Сједињене Америчке Државе - Совјетски Савез - Филипини - Шпанија |

## Резултати

### Прелиминарна фаза

#### Група A
| Датум       | Репрезентација   | Резултат | Репрезентација |
| ----------- | ---------------- | -------- | -------------- |
| 13. октобар | Сједињене Државе | 81-46    | Шпанија        |
| 13. октобар | Италија          | 91-66    | Филипини       |
| 13. октобар | Порторико        | 69-26    | Сенегал        |
| 13. октобар | Југославија      | 96-85    | Панама         |
| 14. октобар | Сједињене Државе | 93-36    | Сенегал        |
| 14. октобар | Шпанија          | 108-79   | Филипини       |
| 14. октобар | Југославија      | 93-72    | Порторико      |
| 14. октобар | Италија          | 94-87    | Панама         |
| 15. октобар | Југославија      | 84-65    | Сенегал        |
| 15. октобар | Шпанија          | 88-82    | Панама         |
| 15. октобар | Сједињене Државе | 96-75    | Филипини       |
| 15. октобар | Италија          | 68-65    | Порторико      |
| 16. октобар | Панама           | 95-92    | Филипини       |
| 16. октобар | Шпанија          | 86-62    | Порторико      |
| 16. октобар | Италија          | 81-55    | Сенегал        |
| 16. октобар | Сједињене Државе | 73-58    | Југославија    |
| 18. октобар | Сједињене Државе | 95-60    | Панама         |
| 18. октобар | Шпанија          | 64-54    | Сенегал        |
| 18. октобар | Порторико        | 89-65    | Филипини       |
| 18. октобар | Југославија      | 80-69    | Италија        |
| 19. октобар | Филипини         | 80-68    | Сенегал        |
| 19. октобар | Порторико        | 80-69    | Панама         |
| 19. октобар | Југославија      | 92-79    | Шпанија        |
| 19. октобар | Сједињене Државе | 100-61   | Италија        |
| 20. октобар | Панама           | 94-79    | Сенегал        |
| 20. октобар | Италија          | 98-86    | Шпанија        |
| 20. октобар | Југославија      | 89-68    | Филипини       |
| 20. октобар | Сједињене Државе | 61-56    | Порторико      |

| Група А |                  |      |      |      |        |        |           |        |
| #       | Репрезентација   | Скор | Скор | Скор | Кошеви | Кошеви | Кошеви    | Бодова |
| #       | Репрезентација   | Ута. | Поб. | Изг. | К+     | К-     | Кош разл. | Бодова |
| 1       | Сједињене Државе | 7    | 7    | 0    | 599    | 392    | 207       | 14     |
| 2       | Југославија      | 7    | 6    | 1    | 592    | 511    | 81        | 13     |
| 3       | Италија          | 7    | 5    | 2    | 562    | 539    | 23        | 12     |
| 4       | Шпанија          | 7    | 4    | 3    | 557    | 548    | 9         | 11     |
| 5       | Порторико        | 7    | 3    | 4    | 493    | 468    | 25        | 10     |
| 6       | Панама           | 7    | 2    | 5    | 572    | 624    | -52       | 9      |
| 7       | Филипини         | 7    | 1    | 6    | 525    | 636    | -111      | 8      |
| 8       | Сенегал          | 7    | 0    | 7    | 383    | 565    | -182      | 7      |

#### Група Б
| Датум       | Репрезентација  | Резултат | Репрезентација |
| ----------- | --------------- | -------- | -------------- |
| 13. октобар | Бразил          | 98-52    | Мароко         |
| 13. октобар | Совјетски Савез | 91-50    | Пољска         |
| 13. октобар | Мексико         | 75-62    | Јужна Кореја   |
| 13. октобар | Бугарска        | 70-61    | Куба           |
| 14. октобар | Совјетски Савез | 123-51   | Мароко         |
| 14. октобар | Пољска          | 77-67    | Јужна Кореја   |
| 14. октобар | Бразил          | 75-59    | Бугарска       |
| 14. октобар | Мексико         | 76-75    | Куба           |
| 15. октобар | Бугарска        | 77-59    | Мароко         |
| 15. октобар | Пољска          | 78-75    | Куба           |
| 15. октобар | Совјетски Савез | 89-58    | Јужна Кореја   |
| 15. октобар | Бразил          | 60-53    | Мексико        |
| 16. октобар | Совјетски Савез | 81-56    | Бугарска       |
| 16. октобар | Мексико         | 86-38    | Мароко         |
| 16. октобар | Бразил          | 88-51    | Пољска         |
| 16. октобар | Куба            | 80-71    | Јужна Кореја   |
| 18. октобар | Пољска          | 85-48    | Мароко         |
| 18. октобар | Совјетски Савез | 100-66   | Куба           |
| 18. октобар | Бразил          | 91-59    | Јужна Кореја   |
| 18. октобар | Мексико         | 73-63    | Бугарска       |
| 19. октобар | Јужна Кореја    | 76-54    | Мароко         |
| 19. октобар | Пољска          | 69-67    | Бугарска       |
| 19. октобар | Бразил          | 84-68    | Куба           |
| 19. октобар | Совјетски Савез | 82-62    | Мексико        |
| 20. октобар | Куба            | 89-53    | Мароко         |
| 20. октобар | Бугарска        | 64-60    | Јужна Кореја   |
| 20. октобар | Мексико         | 68-63    | Пољска         |
| 20. октобар | Совјетски Савез | 76-65    | Бразил         |

| Група Б |                 |      |      |      |        |        |           |        |
| #       | Репрезентација  | Скор | Скор | Скор | Кошеви | Кошеви | Кошеви    | Бодова |
| #       | Репрезентација  | Ута. | Поб. | Изг. | К+     | К-     | Кош разл. | Бодова |
| 1       | Совјетски Савез | 7    | 7    | 0    | 642    | 408    | 234       | 14     |
| 2       | Бразил          | 7    | 6    | 1    | 561    | 418    | 143       | 13     |
| 3       | Мексико         | 7    | 5    | 2    | 493    | 443    | 50        | 12     |
| 4       | Пољска          | 7    | 4    | 3    | 473    | 504    | -31       | 11     |
| 5       | Бугарска        | 7    | 3    | 4    | 456    | 478    | -22       | 10     |
| 6       | Куба            | 7    | 2    | 5    | 514    | 532    | -18       | 9      |
| 7       | Јужна Кореја    | 7    | 1    | 6    | 453    | 530    | -77       | 8      |
| 8       | Мароко          | 7    | 0    | 7    | 355    | 634    | -279      | 7      |

#### Класификациона рунда за 13. - 16. место
| Датум       | Репрезентација | Резултат | Репрезентација |
| ----------- | -------------- | -------- | -------------- |
| 22. октобар | Јужна Кореја   | 76-59    | Сенегал        |
| 22. октобар | Филипини       | 86-57    | Мароко         |

#### Класификациона рунда за 9. - 12. место
| Датум       | Репрезентација | Резултат | Репрезентација |
| ----------- | -------------- | -------- | -------------- |
| 22. октобар | Бугарска       | 83-79    | Панама         |
| 22. октобар | Порторико      | 71-65    | Куба           |

#### Класификациона рунда за 5. - 8. место
| Датум       | Репрезентација | Резултат | Репрезентација |
| ----------- | -------------- | -------- | -------------- |
| 22. октобар | Пољска         | 66-52    | Италија        |
| 22. октобар | Мексико        | 73-72    | Шпанија        |

#### Класификациона утакмица за 15. - 16. место
| Датум       | Репрезентација | Резултат | Репрезентација |
| ----------- | -------------- | -------- | -------------- |
| 23. октобар | Сенегал        | 42-38    | Мароко         |

#### Класификациона утакмица за 13. - 14. место
| Датум       | Репрезентација | Резултат | Репрезентација |
| ----------- | -------------- | -------- | -------------- |
| 23. октобар | Филипини       | 66-63    | Јужна Кореја   |

#### Класификациона утакмица за 11. - 12. место
| Датум       | Репрезентација | Резултат | Репрезентација |
| ----------- | -------------- | -------- | -------------- |
| 23. октобар | Куба           | 91-88    | Панама         |

#### Класификациона утакмица за 9. - 10. место
| Датум       | Репрезентација | Резултат | Репрезентација |
| ----------- | -------------- | -------- | -------------- |
| 23. октобар | Порторико      | 67-57    | Бугарска       |

#### Класификациона утакмица за 7. - 8. место
| Датум       | Репрезентација | Резултат | Репрезентација |
| ----------- | -------------- | -------- | -------------- |
| 25. октобар | Шпанија        | 88-72    | Италија        |

#### Класификациона утакмица за 5. - 6. место
| Датум       | Репрезентација | Резултат | Репрезентација |
| ----------- | -------------- | -------- | -------------- |
| 25. октобар | Мексико        | 75-65    | Пољска         |

### Полуфинале
| Датум       | Репрезентација   | Резултат | Репрезентација  |
| ----------- | ---------------- | -------- | --------------- |
| 22. октобар | Југославија      | 63-62    | Совјетски Савез |
| 22. октобар | Сједињене Државе | 75-63    | Бразил          |

### Утакмица за треће место
| Датум       | Репрезентација  | Резултат | Репрезентација |
| ----------- | --------------- | -------- | -------------- |
| 25. октобар | Совјетски Савез | 70-53    | Бразил         |

### Финале
| Датум       | Репрезентација   | Резултат | Репрезентација |
| ----------- | ---------------- | -------- | -------------- |
| 25. октобар | Сједињене Државе | 65-50    | Југославија    |

## Медаље
| · 2° место · Југославија · | · Олимпијски шампион · Сједињене Државе · 7. титула | · 3° место · Совјетски Савез · |

## Коначан пласман
1. Сједињене Америчке Државе (9-0)
2. Југославија (7-2)
3. Совјетски Савез (8-1)
4. Бразил (6-3)
5. Мексико (7-2)
6. Пољска (5-4)
7. Шпанија (5-4)
8. Италија (5-4)
9. Порторико (5-4)
10. Бугарска (4-5)
11. Куба (3-6)
12. Панама (2-7)
13. Филипини (3-6)
14. Јужна Кореја (2-7)
15. Сенегал (1-8)
16. Мароко (0-9)